# Tamagnini Nené
Tamagnini Manuel Gomes Baptista, známý pod přezdívkou Nené (* 20. listopadu 1949 Leça da Palmeira) je bývalý portugalský fotbalista.
S fotbalem začínal v mosambickém klubu Ferroviário do Namanga, od sedmnácti let hrál za Benfiku, kde strávil celou kariéru. Získal v ní jeden juniorský (1968) a deset seniorských (1969, 1971, 1972, 1973, 1975, 1976, 1977, 1981, 1983 a 1984) titulů mistra Portugalska, osm vítězství v Taça de Portugal (1969, 1970, 1972, 1980, 1981, 1983, 1985 a 1986) a hrál ve finále Poháru UEFA 1982/83. Byl nejlepším střelcem portugalské ligy v sezónách 1980–81 a 1983–84. V roce 1971 získal cenu pro portugalského fotbalistu roku.
Za portugalskou reprezentaci odehrál 66 zápasů a vstřelil v nich 22 branek. Byl členem týmu, který získal bronzové medaile na Mistrovství Evropy ve fotbale 1984 ve Francii. O postupu Portugalců do semifinále rozhodl jedinou brankou zápasu proti Rumunsku. Stal se tak ve 34 letech nejstarším střelcem v dějinách mistrovství Evropy, tento rekord překonal až v roce 2008 Ivica Vastić.